# Arco Seaman-Drake
El Arco Seaman-Drake (en inglés Seaman-Drake Arc), también conocido como Arco de Inwood, es un remanente de una finca en la cima de una colina construida en 1855 en el vecindario Inwood de Manhattan, Nueva York, por la familia Seaman. Ubicado en 5065 Broadway en West 216th Street, el arco se construyó con mármol extraído de una cantera cercana. Mide 11 m de altura, 6 m de profundidad y 12 m de ancho, y antiguamente fue la puerta de entrada a la hacienda.
Se dice que está inspirado en el Arco del Triunfo de París. En la actualidad está parcialmente oculto por edificios comerciales de poca altura y cubierto de grafitis, y el mármol blando de su fachada se está deteriorando. El lado sur de la estructura se utiliza como almacén de un taller de reparación de transmisiones.

## Historia y descripción
La familia Seaman, dirigida por el capitán John Seaman, emigró del Reino Unido y se instaló en lo que ahora es Hempstead en Long Island en 1647 o 1653. La familia eventualmente adquirió 4856 ha allí.
En 1851, John Ferris Seaman y su hermano Valentine –hijos del Valentine Seaman, quien a principios del siglo XIX fue uno de los hombres que trajeron la vacuna contra la viruela de Edward Jenner a los Estados Unidos– compraron 10 ha de una propiedad en la cima de una colina en el Alto Manhattan cerca de Kingsbridge Road (ahora Broadway), entre lo que se convertiría en las calles West 214th y 218th. El sitio estaba aproximadamente a media milla al norte de la granja Dyckman, y la propiedad se extendía hasta el arroyo Spuyten Duyvil. En la cima de la colina, los Seaman construyeron una mansión de mármol alrededor de 1855, aparentemente con la intención de que fuera una casa de campo, ya que la familia tenía otra residencia en el bajo Manhattan. La mansión originalmente presentaba una torre abovedada, pero luego se convirtió en una cuadrada.
El arco estaba construido con el mismo mármol que la casa y estaba al comienzo de un camino que serpenteaba hacia arriba y alrededor de la colina hasta la mansión. Originalmente tenía grandes puertas de hierro, cuyos pivotes aún se conservan, y probablemente cuarteles en el interior para un portero. El arco tiene dos nichos destinados a estatuas, que ahora están vacíos.

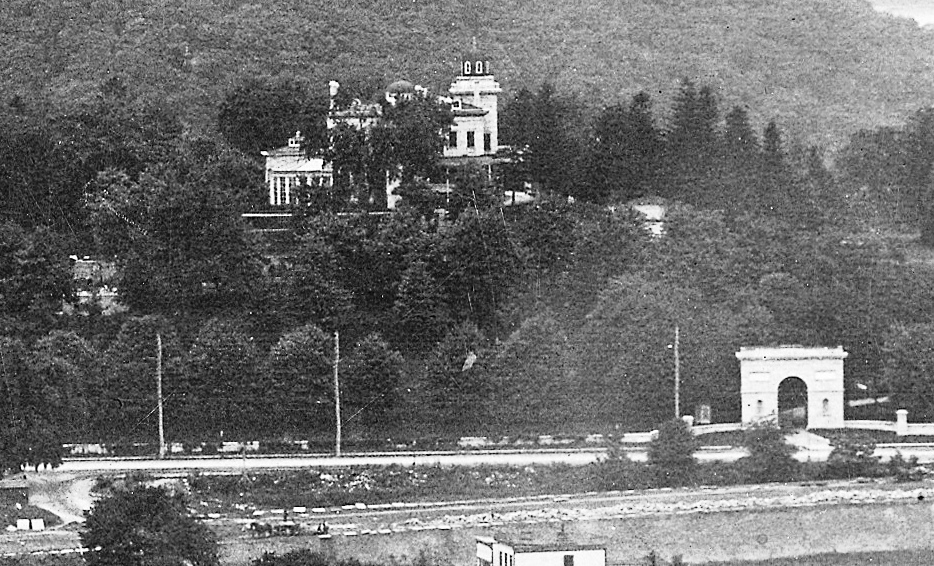
La mansión y el arco Seaman-Drake en 1903

La mansión, a veces denominada "Seaman Castle", –y la finca como "Seaman's Folly"– estaba ocupada principalmente por John Ferris Seaman, un comerciante que se casó con Ann Drake. Ferris murió en 1872 y Ann en 1878, sin dejar hijos. Ann Drake Seaman legó la propiedad –"mi casa de mármol, terrenos y dependencias... muebles y platos"– a su sobrino, Lawrence Drake; 145 familiares impugnaron el testamento, que no se resolvió hasta alrededor de 1893.
Para 1895, la casa se había convertido en la sede del Suburban Riding and Driving Club, del cual Lawrence Drake era miembro. La finca originalmente tenía un gran establo de mármol, pero se agregaron establos y cobertizos adicionales para el uso de los caballos de los miembros. El interior de la mansión se modificó para su nuevo papel como casa club, con habitaciones que se convirtieron en comedores privados, comedores y salones que se convirtieron en cafetería y área de recepción, y el conservatorio de la casa se convirtió en un solárium y para fumadores. El club gastó más de 10 000 dólares en la conversión de residencia a casa club. Sin duda, el club habría encontrado conveniente la ubicación de la mansión, ya que estaba cerca del Harlem Speedway, que se construyó entre 1894 y 1898 desde West 155th Street hasta Dyckman Street para el uso exclusivo de carruajes tirados por caballos y jinetes.
En 1905, la casa fue vendida a Thomas Dwyer, quien vivía en la mansión y usaba los cuartos en el arco para su negocio, al que bautizó como Marble Arch Company. Dwyer era contratista y es conocido por haber construido el Monumento a los Soldados y Marineros y parte del Museo Metropolitano de Arte.
Dwyer vendió la finca Seaman-Drake en 1938 para el desarrollo de un complejo de apartamentos de cinco edificios. El Park Terrace Gardens de 400 unidades en Park Terrace East y West entre West 215th y 217th Street se encuentra en la parcela donde una vez estuvo ubicada la mansión. El arco no formaba parte de la venta, y en ese momento, de hecho ya en 1912, habían surgido edificios bajos de ladrillo alrededor del arco –algunos de ellos concesionarios de automóviles que usaban el arco como entrada. Desde la década de 1960, el arco ha sido parte de un taller de carrocería.
Un incendio en 1970 dañó gravemente la estructura del arco y lo dejó sin techo y abierto a la intemperie; se puede ver el arco desde los edificios más altos a ambos lados. En el interior, las paredes de mármol, que están cubiertas con enredaderas de hiedra, bloquean la mayor parte del ruido ambiental de la ciudad, creando un "retiro tranquilo".

## Alquiler y conservación
Se hizo un esfuerzo en 2003 para brindar cierta protección legal al arco marcándolo, que recibió el apoyo del concejal de la ciudad de Nueva York, Robert Jackson, pero la campaña nunca llegó a buen término.
En 2009, la propiedad comercial de la que forma parte el arco se alquiló por 17 000 dólares al mes por unos 650 m². El propietario explicó que no quería venderlo porque lo heredó de su padre, a quien le dio la propiedad, incluido el Seaman-Drake Arch, de un hombre cuya vida salvó en la Segunda Guerra Mundial. Un comprador potencial estaba interesado en convertir los edificios en un club nocturno, mientras que otros buscaban la propiedad para una empresa de catering y una peluquería. Para 2014, el taller de carrocería que había estado alquilando el espacio había sido desalojado y la propiedad estaba nuevamente listada para alquilar, esta vez a 17 500 dólares. Los inquilinos potenciales habían expresado interés en usarlo para una bolera o, de nuevo, un club nocturno. El dueño de la propiedad expresó su compromiso de no demoler el arco y dijo: "Nadie derribará el arco nunca".
A partir de 2015, la propiedad comercial sigue siendo un taller de reparación de transmisiones y un taller de carrocería; el Arco Seaman-Drake no ha sido señalado por la Comisión de Preservación de Monumentos Históricos de la Ciudad de Nueva York, y no figura en el Registro Nacional de Lugares Históricos.

En 1988, Christopher Gray de The New York Times dijo sobre el arco:
"El mármol se está descomponiendo, depositando pequeños montones de granos plateados donde gotea el agua, y toda la estructura está tan desgastada como los escalones de una antigua catedral.... No hay mucho desarrollo inmobiliario en Inwood, y no queda nada para quemar dentro del arco mismo; la principal amenaza para la supervivencia del arco parece ser la lluvia y la atmósfera ácida de Nueva York. Hasta que se caiga o sea derribado, el venerable Arco del Dragón Marino probablemente seguirá sirviendo como puerta de entrada, aunque de un tipo bastante diferente al originalmente imaginado".

## Galería

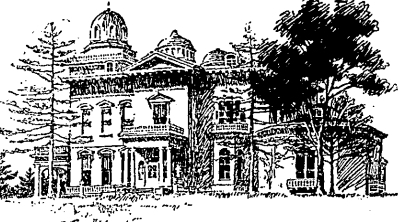
El Suburban Riding and Driving Club en 1896
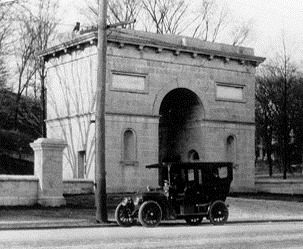
El arco en 1910
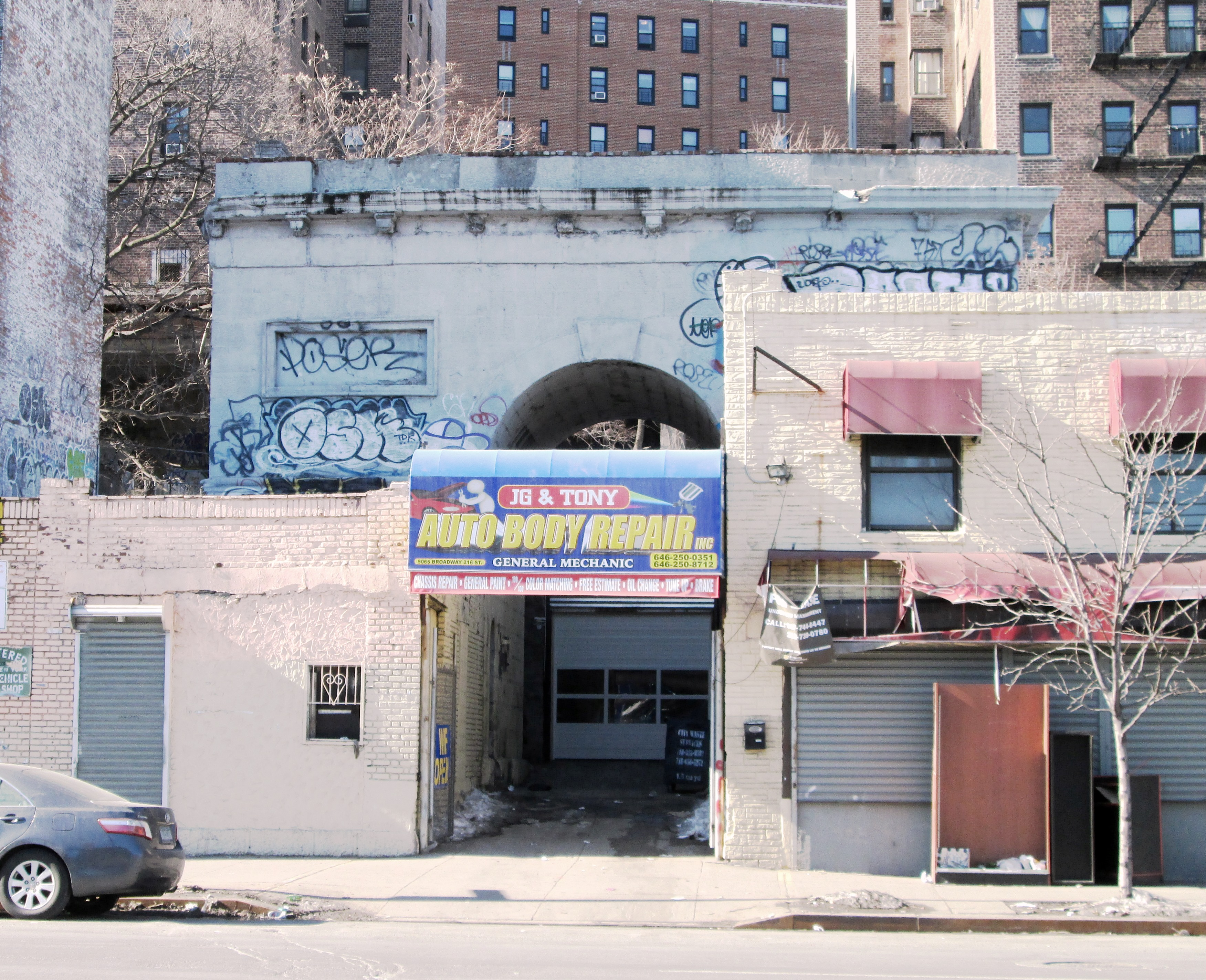
El arco visto desde el otro lado de la calle en 2015
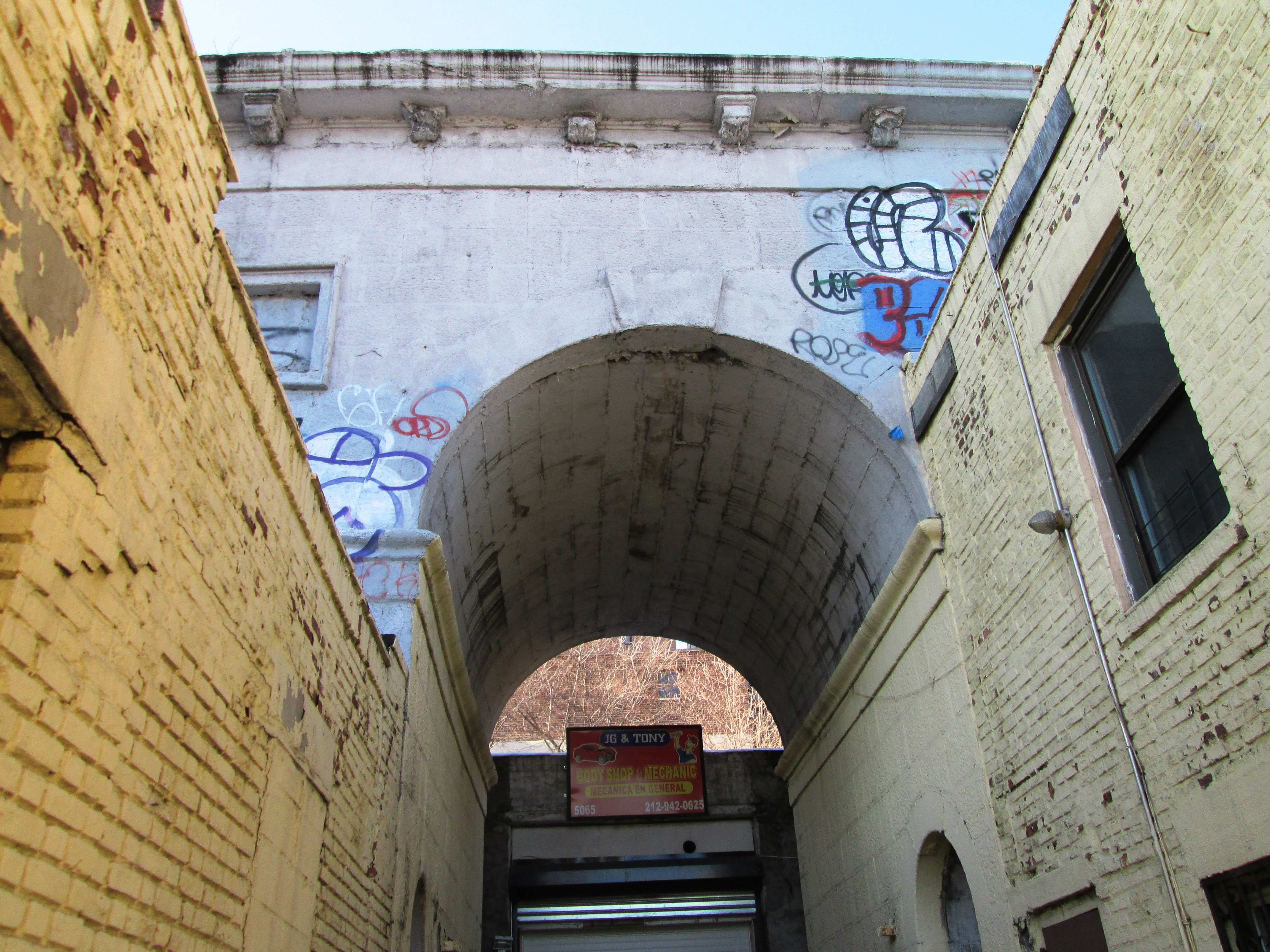
El arco visto desde abajo en 2015